# JPEG
Ved computerbrug er JPEG en af de hyppigst anvendte måder at komprimere fotografiske billeder i digital form (eller en anden form for rasterbillede). En datafil indeholdende et billede i en JPEG-komprimeret form omtales normalt som en JPEG-fil. Hyppigt anvendte filendelser for JPEG-filer er ".jpeg", ".jfif" og ".jpg".
Navnet JPEG står for Joint Photographic Experts Group og JPEG er altså reelt ikke en type datafil, men en organisation der foreslår standarder for digital repræsentation af fotografiske billeder.
Komprimeringsmetoden JPEG specificerer en måde hvormed rasterbilleder kan afbildes som en (kortere) datastrøm af bytes, men ikke, hvordan disse bytes bliver indkapslet af et filformat (eller anden form for datalager).
JPEG komprimeringsmetoden er en såkaldt ikke-tabsfri komprimeringsmetode, hvilket betyder at metoden taber information ved komprimeringen. Dvs. at et billede komprimeret med JPEG-metoden kan mangle noget af den billedinformation der var tilstede i det originale billede. Visuelt repræsenterer tabet sig ved at man ved høj grad af kompression kan se "fejl" i det komprimerede billede: F.eks. en firkantet næse på et billede af et ellers normalt ansigt. I daglig brug er dette informationstab imidlertid så lille at JPEG metoden er den foretrukne form for komprimering af digitale fotografier.
Filformatet, som anvender JPEG-algoritmerne, kaldes almindeligvis JPEG-filformatet. Ikke desto mindre er det standarden JFIF (JPEG File Interchange Format) som specificerer, hvordan en datafil dannes ud fra den JPEG-komprimerede form af et billede. Når man derfor almindeligvis omtaler en "JPEG-fil" mener man i langt de fleste tilfælde en JFIF-fil.
JPEG (altså JFIF) er det mest anvendte filformat til at lagre eller overføre digitale fotografier på World Wide Web og i digitalkameraer.
Idet JPEG benytter tabsgivende datakompression, er formatet ikke så godt til at repræsentere linjer dannet af pixels med få farver/nuancer. Her kan det være mere nyttigt at anvende PNG eller GIF. GIF anvender max. 8 bits per pixel og kan derfor repræsentere højst 256 forskellige farver/nuancer. Derfor er GIF ikke velegnet til farverasterbilleder, men PNG kan derimod have ligeså mange detaljer som JPEG. PNG garanterer imodsætning til JPEG en tabsfri kompression af et rasterbillede.
MIME medietypen for JFIF er image/jpeg og den er defineret i RFC1341.